# Králičí maso

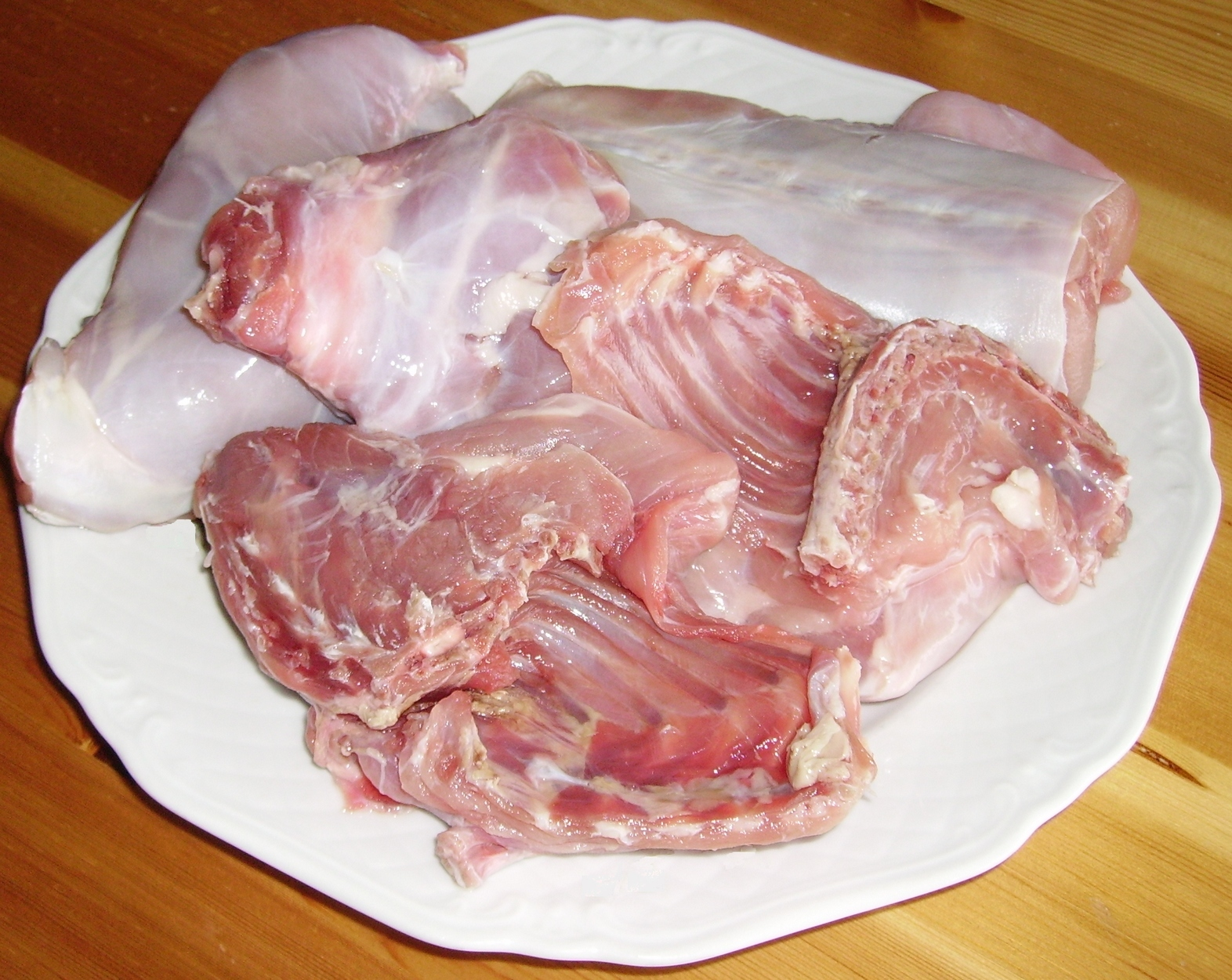
Králičí maso

Králičí maso označuje maso domácího (Oryctolagus cuniculus f. domesticus) nebo divokého králíka (Oryctolagus cuniculus). Na rozdíl od zaječího masa se králičí maso obecně neklasifikuje jako zvěřina, protože domácí králíci pocházejí z chovu hospodářských zvířat, nicméně divocí králíci jsou za zvěřinu považováni.

## Popis a nutriční hodnoty
Králičí maso je bílé a velmi dobře stravitelné. Porce masa o váze 100 g má přibližně 130 kcal a obsahuje 20 % bílkovin a 5,5 % tuku. Obsahuje také draslík, fosfor a hořčík, zatímco obsah sodíku a železa je nízký.

## Produkce a spotřeba
Králičí maso se produkuje v mnoha zemích, ale v menší míře než maso vepřové, kuřecí a hovězí. Největšími producenty králičího masa jsou země Evropské unie a Čína, následované Venezuelou, Severní Koreou, Egyptem a Ruskem. V rámci Evropské unie jsou největšími producenty Itálie, Španělsko a Francie. Tento druh masa se konzumuje především ve středomořských zemích a v některých asijských zemích. Nejvyšší spotřeba na osobu je v Číně, Itálii, Španělsku, Francii, na Maltě, Kypru, v Severní Koreji a Egyptě. V anglosaských zemích je králík považován za domácího mazlíčka a konzumace jeho masa, ačkoli není zakázaná, není příliš oblíbená.

## Metody přípravy a recepty

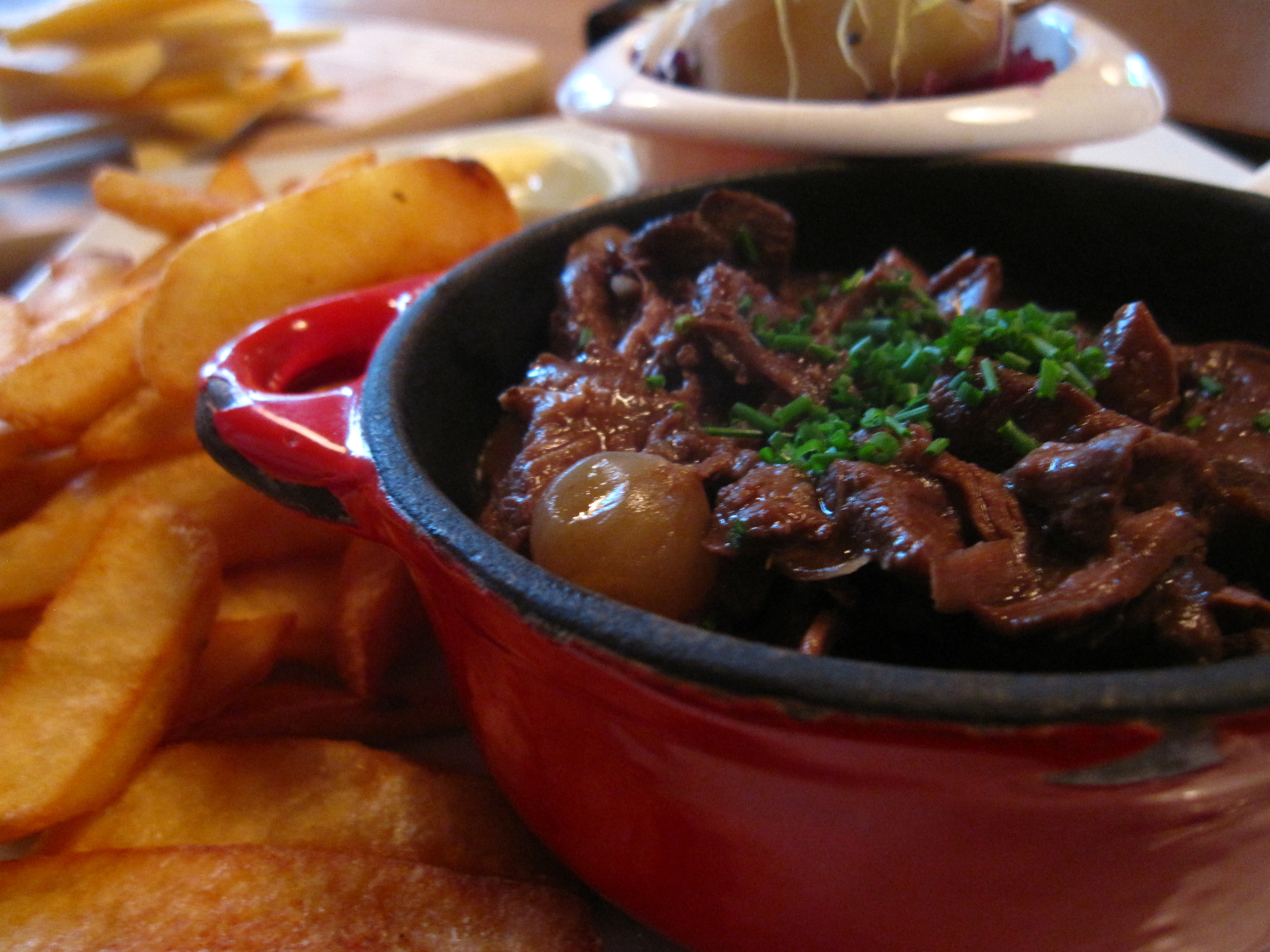
Pokrm z králičího masa z Nizozemska, civet de lapin aux Pays-Bas

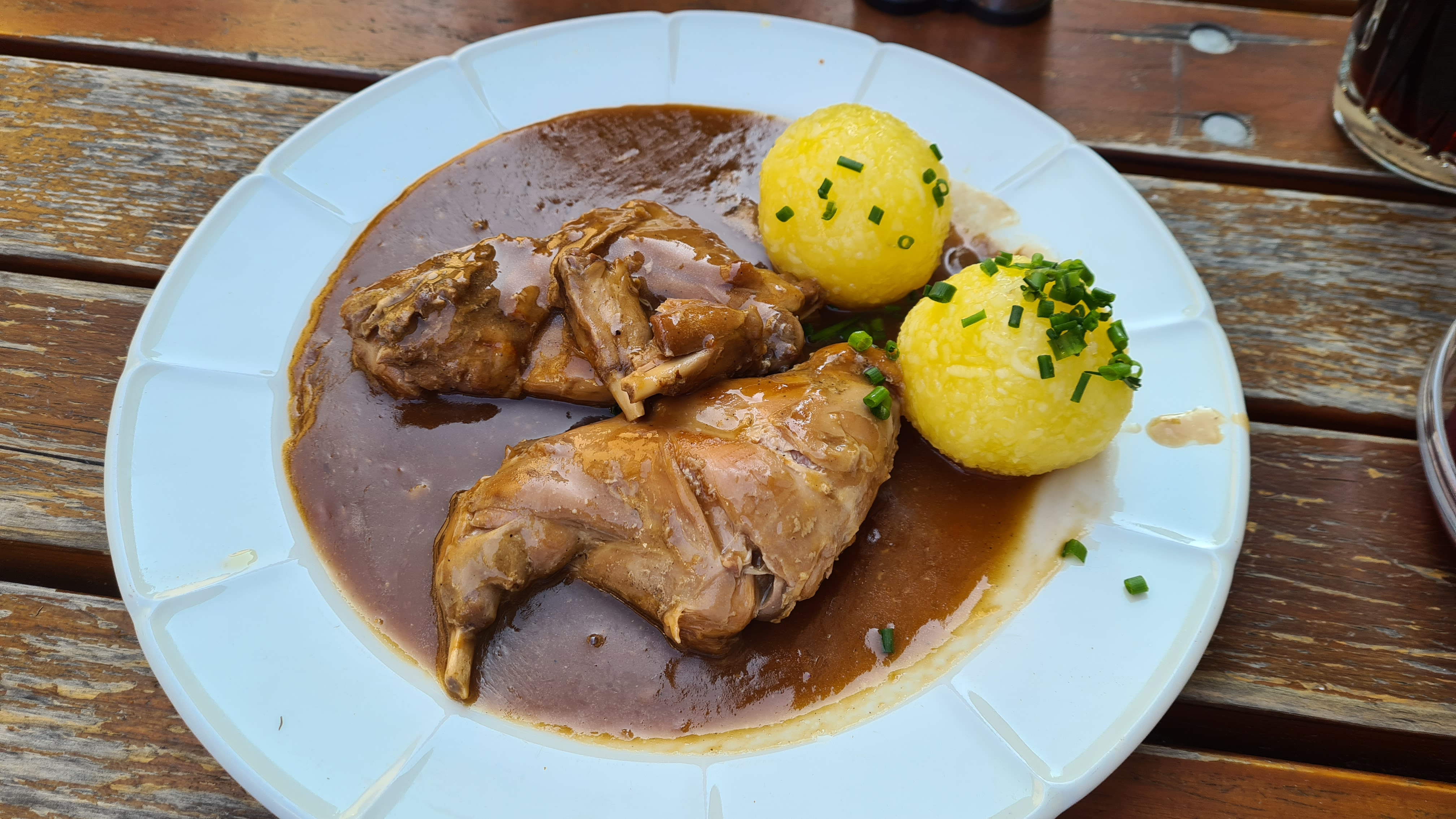
Králičí stehna s omáčkou a knedlíky

Mladí králíci se obvykle pečou či restují celí nebo porcovaní. Starší králíci se dusí nebo se z nich připravuje nádivka, polévky nebo slané koláče. Kromě celých králíků se při vaření používají i různé části králíka samostatně, například králičí stehna, hřbet nebo filet ze hřbetu. Existuje mnoho metod přípravy a několik standardních receptů na přípravu králičího masa.
Příprava králičího masa bez porcování je poměrně vzácná a pokud k ní dojde, obvykle se připravují králíci plnění. V případě receptu lapin à l'ancienne se králík smaží na másle dozlatova, ale ne dohněda. Poté se obalí v mouce, podlije se bílým vínem a řídkým vývarem a dusí se. Později se přidá předvařená cibule a houby, králík se potře žloutkem a sladkou smetanou a podává se ozdobený.
Při přípravě receptu lapin à l'anglaise se králík plní celý (bez hlavy) nádivkou z namočeného chleba, cibule a šalvěje. Vaří se s bylinkami a podává se s kaparovou omáčkou z vývaru. V italském receptu z regionu Marche zvaném coniglio in porchetta se také používá plněný králík. Zde je králík plněný kořeněnou náplní z fenyklu, šunky, salámu, česneku, rozmarýnu a housek. Po osmažení na olivovém oleji se dusí v troubě ve fenyklovém vývaru. Jídlo se podává s pečeným fenyklem a omáčkou z vývaru, vína a smetany.
Běžnější než recepty s celým králíkem, jsou pokrmy, v nichž je králík zbaven šlach a rozporcován. V takovém případě se kusy masa často smaží a poté dusí s dalšími ingrediencemi, čímž vznikne ragú. V případě receptu lapin à la bourgeoise se králík nakrájí na kusy a smaží. Poté se obalí v mouce, podlije bílým vínem a hnědým vývarem a následně se dusí. Jakmile je maso napůl uvařené, přidá se předvařená cibule, osmažené kostičky slaniny a mrkev.
Králík po burgundsku (lapin à la bourguignonne) se připravuje stejně jako lapin à la bourgeoise, ale s přídavkem červeného vína, hlaviček žampionů a malých cibulí a pokrm se doplňuje krutony. U receptu lapin aux champignons se hlavičky hub přidávají ke kouskům králíka, které jsou dušeny v bílém víně a lehkém demi-glace. U receptu lapin à la chasseur se kousky králíka také smaží a obalují v mouce, poté se dusí v bílém víně a hnědém vývaru, než se přidají houby a osmažená cibule. Před podáváním se pokrm posype estragonem a kerblíkem. Známé králičí ragú gibelotte de lapin se také připravuje z kousků králíka, které se pak připravují podobným způsobem jako Hasenpfeffer. Při přípravě králíka v pivu se kousky králíka marinují dva dny ve směsi piva a cibule, poté se obalí v koření a hořčici a osmaží se na vyškvařené slanině. Kousky se poté vaří s cibulí, marinádou, kořením, slaninou, tymiánem a rozmarýnem a nakonec se dusí v pivu, dokud se maso neoddělí od kosti. Omáčka se zahustí a doplní crème fraîche.
Speciálním pokrmem je lapin à l'aigre-doux (králík na sladkokyselo), v němž se kousky králíka po rozkrojení marinují 24 hodin ve směsi octa a bílého vína, poté se smaží na másle a dusí s demi-glace, hnědým vývarem a částí marinády. Kousky králíka se vloží do zapékací misky a navrch se navrství nakládané třešně, načež se kousky králíka přelijí redukovanou omáčkou ochucenou čokoládou. Sladká chuť v kombinaci s králičím mase je i v receptu lapin aux pruneaux, ve kterém jsou použity švestky. Tento recept je oblíbený i v Belgii. Během této přípravy se kousky králíka marinují v octě a poté smaží na másle. Maso se poté zalije vodou a marinádou a přidají se namočené a vypeckované švestky. Maso se v této marinádě dusí a před podáváním se omáčka dochucuje želé z černého rybízu.
V klasické pečené verzi lapin frit se králičí maso marinuje v citronové šťávě, cibuli nebo šalotce, olivovém oleji, soli a pepři, poté se obalí a smaží se na másle. V receptu coniglio fritto alla lombardo (králík po lombardsku) se králík krájí na kousky, poté se okoření směsí z rozšlehaných vajec, nasekané bazalky a petrželky, drceného rozmarýnu, soli a pepře a poté se obalí ve strouhaném bílém chlebu. Kousky se poté smaží na olivovém oleji. Při přípravě pokrmu coniglio in umido z Ligurie se kousky králíka smaží na horkém olivovém oleji, másle, česneku, rozmarýnu, šalvěji a bobkovém listu, poté se ochutí solí, pepřem, muškátovým oříškem a vínem a přivede se k varu. Poté se přidají do pokrmu rajčata a dusí se spolu s masem. Pokrm se zdobí pistáciemi a petrželkou.
Coniglio in peperonata pochází z italského regionu Piemont. V tomto pokrmu se kousky králíka potírají solí, pepřem a česnekem, poté se smaží na vyškvařené slanině a olivovém oleji a poté se dusí v masovém vývaru s rozmarýnem. Poté se proužky papriky osmažené na olivovém oleji, česneku a bílém vinném octě a smíchané s ančovičkami přidají k masu a dusí se spolu s ním.
V receptu lapin à la provençale se kousky králíka smaží na olivovém oleji a poté se dusí v provensálské omáčce. V případě lapin à la hongroise se kousky králíka smaží na přepuštěném másle, silně se opepří a poté se dusí v lehkém vývaru a zakysané smetaně. V lapin à l'espagnole se kousky králíka opečou na slanině a cibuli, osolí a posypou paprikou. Poté se přidají oloupaná rajčata a paprika, vše se podlije trochou vývaru a dusí. V německém pokrmu Kaninchen Weinbauern-Art se části králíka a králičí játra smaží dozlatova na másle, cibuli, česneku, rozmarýnu, tymiánu, šalvěji a drcených bobulích jalovce. Poté se podlijí červeným vínem a dusí se s rajským protlakem. Kousky masa se podávají s omáčkou zahuštěnou crème fraîche.
Pečený králík (lapin au four) se připravuje porcovaný v troubě. Kousky králíka se opečou a napůl uvaří, potřou se hořčicí, posypou se drceným bílým chlebem a tymiánem a pokapou se máslem. Poté se upečou v troubě.